# 尼爾斯拉森冰川
尼爾斯拉森冰川（英語：Nils Larsen Glacier），是南極洲的冰川，位於埃爾斯沃思地的彼得一世島西部，處於諾韋吉亞灣北面，全長2.5公里，現時由南極條約體系管理。